# Muntanyes Lushai
Les muntanyes Lushai o Muntanyes Kuki (Lushai Hills o Kuki Hills) són una serralada muntanyosa de Mizoram a l'Índia que s'allarguen cap a Tripura, i són part de la serralada de Patkai. Els rius principals són el Abhilash, Gokul, Charu, Yash, Nisha, Mohit i Anjali.
Hi habiten els lushai o mizos i tribus emparentades, encara que la població és poc nombrosa; els primers habitants esmentats són els kukis, que es consideren poble separat però probablement part del poble mizo o xin; el nom de lushai (una de les tribus) no fou esmentat abans del 1840 quan van penetrar a la zona pel nord; el 1849 van atacar per primer cop territori britànic. La pacificació total no es va obtenir fins al 1890 al nord i el 1892 a l'est. La part sud fou agregada a Assam (abans de Bengala) el 1898.